# کمیته ملی المپیک سان مارینو
کمیته ملی المپیک سان مارینو (ایتالیایی: Comitato Olimpico Nazionale Sammarinese) یک سازمان ورزشی است که نماینده کشور سان مارینو در کمیته بین‌المللی المپیک می‌باشد.
این سازمان که در سال ۱۹۵۹ تأسیس شده مسئول آماده‌سازی و اعزام ورزشکاران به بازی‌های المپیک، بازی‌های المپیک جوانان و بازی‌های اروپایی است.